# Итано (посёлок)
Итано (яп. 板野町 Итано-тё:) — посёлок в Японии, находящийся в уезде Итано префектуры Токусима. Площадь посёлка составляет 36,18 км², население — 13 741 человек (1 августа 2014), плотность населения — 379,80 чел./км².

## Географическое положение
Посёлок расположен на острове Сикоку в префектуре Токусима региона Сикоку. С ним граничат города Наруто, Хигасикагава и посёлки Камиита, Айдзуми.

## Население
Население посёлка составляет 13 741 человек (1 августа 2014), а плотность — 379,80 чел./км². Изменение численности населения с 1980 по 2005 годы:
| 1980 | 13 562 чел. |  |
| 1985 | 13 907 чел. |  |
| 1990 | 13 785 чел. |  |
| 1995 | 13 999 чел. |  |
| 2000 | 14 637 чел. |  |
| 2005 | 14 519 чел. |  |